# Fabien Giraud
Fabien Giraud és un artista que treballa amb escultura, performance i instal·lacions. va néixer el 1980, es diplomà a Ensad el 2004 i a Fresnoy, Estudi nacional de les arts contemporànies, Tourcoing en 2005-2006, actualment viu i treballa a Paris.

## Biografia[1]
Des de 2007 Fabien Giraud i Raphaël Siboni col·laboren en diversos projectes d'art que es desenvolupen simultàniament a les seves pròpies pràctiques. Un qüestionament inicial de les comunitats contemporànies i les distintes formes d'individualització fa que el seu enfocament s'obria gradualment a una redefinició de la noció de l'experiència estètica.
Giraud guanyà prestigi el 2006 amb les seves instal·lacions en el Palau de Tokio a París, França. L'obra prestava una visió estranya d'una comunitat del futur, consistia en tres minimotos controlades per ordinador, la seva velocitat i els seus sorolls eren controlats per un programa informàtic. Part escultura, performance i experiment amb la socialització, Giraud proposa un gir nou en el fenomen antropomòrfic.
El món segons Fabien Giraud i Raphaël Siboni funciona com una programació informàtica en un sistema d'equivalència, Giraud nodreix la seva creació de vídeo practicant el dibuix amb regularitat, es concentra en retrats d'adolescents i crea unes comunitats que formen una mena de joc complex en què s'inventen individus.

## Obra

### Exposicions individuals
- 2011 Fabien Giraud - Du Mort Qui Saisit Le Vif (la Maison Du Dehors) - Rosascape, Paris

Du Mort qui Saisit le Vif (La Maison du Dehors) - Forde - Espace d'art contemporain, Ginebra.
- 2006 Fabien Giraud - Fundación Joan Miró, Barcelona; Fabien Giraud - Palais de Tokyo, Paris

### Exposicions col·lectives
- 2012 Sinking Islands - Labor, Ciudad de Mexico; Champ d'expériences - Centre international d'art et du paysage de l'île de Vassivière, Ile de Vassivière; This is not a book - Rosascape, Paris, Double Mixte 2 - Le Double Et Son ModÈle - Galerie ARKO, Nevers; The Lewton Bus: ‘Coming Soon' and 'Conditions' - Vitrine Gallery, Londres (Inglaterra); Thank You for the Music - How Music Moves Us - Kiasma - Museum of Contemporary Art, Helsinki.

- 2011 Exposition Celebration(s) - Argos, Bruselas.

- 2010 Res Publica - Moscow museum of modern art - MMOMA, Moscú; Dynasty - Palais de Tokyo, Paris; Fabien Giraud et Raphaël Siboni - Galerie Loevenbruck, Paris; Reflection - DNA, Berlin.

- 2009 Best of Loop - MOCA Pacific Design Center, West Hollywood, CA, Radiografías. Mitomanía e Identidad - Centro de Cultura Antiguo Instituto, Gijón; Radiografías. Mitomanía e identidad - Centre de Cultura Antiguo Instituto, Gijón; Never dance alone - Le Fresnoy, Studio national des arts contemporains, Tourcoing;Fabien Giraud & Raphaël Siboni - Gertrude contemporary art spaces, Melbourne, VICm; Exposition - Galerie Loevenbruck, Paris; La Force de l'Art 02 - Galeries nationales du Grand Palais, Paris; NILF calculating infinity - CAN - Centre d'Art Neuchâtel, Neuchâtel.

- 2008 Site Santa Fe's Seventh International Biennial: Lucky Number Seven - Site Santa Fe, Santa Fe, NM; SITE Santa Fe - SITE Santa Fe Biennial, Santa Fe, NM; Fabien Giraud et Raphael Siboni - Palais de Tokyo, Paris; Bass Diffusion Model - Fieldgate Gallery, Londres (Inglaterra); Video salon 3, Curatorial Rebound Project - Duplex/10m2, Sarajevo; Collection Videos & Films Jean-Conrad & Isabelle Lemaitre - Kunsthalle zu Kiel, Kiel.

- 2007 Territoires de l'image - MUba Eugène Leroy, Tourcoing; Tehdas - EMMA - Espoo Museum of Modern Art, Espoo; Château de Tokyo / Tokyo Redux - Centre international d'art et du paysage de l'île de Vassivière, Ile de Vassivière; Enlarge your practice - Sextant et plus, Marsella; Acceleration - CAN - Centre d'Art Neuchâtel, Neuchâtel.

2006 Panorama 7 - Le Fresnoy, Studio national des arts contemporains, Tourcoing; 25th VIPER - Viper International, Basel.

### Col·leccions públiques
- FNAC, Fonds National d'Art Contemporain, Paris, France.
- FRAC Languedoc-Roussillon, Fonds Régional d'Art Contemporain, Montpellier,
- France.
- IMJ, Israël Museum Jerusalem, Israël.